# 토마스 링콘
토마스 에두아르도 링콘 에르난데스(스페인어: Tomás Eduardo Rincón Hernández, 1988년 1월 13일 ~ )는 현재 브라질 세리이 A의 산투스 FC에서 수비형 미드필더로 활약하고 있는 베네수엘라의 축구 선수로 베네수엘라 축구 국가대표팀의 주장을 맡고 있으며 베네수엘라 대표팀 역사상 국제 A매치 최다 출전 기록 보유자이자 FIFA 센추리클럽에 가입되어 있는 4명의 베네수엘라 선수 가운데 한명이다.

## 클럽 경력

### 유럽 진출 전
2007년부터 2008년까지 사모라 FC에서 공식전 37경기 3골을 기록한 뒤 2008-09 시즌에는 데포르티보 타치라 소속으로 18경기에 출전했으나 그다지 좋은 활약을 보이지 못했다.

### 함부르거 SV
2008-09 시즌이 진행 중이던 2009년 1월 30일 독일 분데스리가의 명문 함부르거 SV 이적을 통해 유럽 리그 진출에 성공한 후 2013-14 시즌까지 공식전 129경기에 출전하며 2008-09 시즌 DFB-포칼 4강, 2시즌 연속 UEFA 유로파리그 4강(2008-09, 2009-10) 진출에 기여하는 등 6시즌동안 함부르크의 핵심 수비형 미드필더로 활약했다.

### 제노아 CFC
2013-14 시즌을 마친 뒤 이탈리아 세리에 A의 제노아 CFC로 이적 후 2016-17 시즌 중반까지 공식전 83경기 3골을 기록했다.

### 유벤투스 FC
2016-17 시즌이 진행 중이던 2017년 1월 3일 약 127억원의 이적료에 같은 세리에 A 명문팀인 유벤투스 FC로 둥지를 튼 후 공식전 19경기에 출전하며 2016-17 시즌 더블 달성(세리에 A 2016-17 우승, 코파 이탈리아 2016-17 우승), 2016-17년 UEFA 챔피언스리그 준우승에 일조했다.

### 토리노 FC
2016-17 시즌을 마친 뒤 유벤투스의 지역 라이벌인 토리노 FC로 임대 이적하여 2017-18 시즌 공식전 38경기 1골을 기록했고 2017-18 시즌 종료 후 완전 이적을 확정지은 이후 2021-22 시즌 겨울 이적 시장 전까지 공식전 124경기 6골을 기록하며 2019-20년 UEFA 유로파리그 플레이오프 라운드 진출에 기여했다.

### UC 삼프도리아
2021-22 시즌 겨울 이적 시장을 통해 UC 삼프도리아로 임대 이적을 확정지은 뒤 완전 이적한 2022-23 시즌까지 공식전 55경기에 출전하며 삼프도리아의 주전으로 활약했지만 팀이 차기 시즌 세리에 B로 강등된 후 계약을 해지했다.

### 산투스 FC
14년동안 독일 분데스리가와 이탈리아 세리에 A 무대를 누빈 후 브라질 세리이 A의 명문팀인 산투스 FC로 트레이드되며 14년만에 남미 무대로 돌아왔고 2023 시즌 16경기 2골의 나쁘지 않은 기록을 남겼으나 팀은 창단 111년만에 세리이 B로 강등되는 굴욕을 맛보았다.

## 국가대표팀 경력

### 베네수엘라 청소년 대표팀
2005년부터 2007년까지 베네수엘라 U-17 대표팀과 U-20 대표팀에서 15경기 1골을 기록하며 U-20 대표팀의 2006년 중앙아메리카·카리브해 경기 대회 은메달 획득에 기여했다.

### 베네수엘라 A대표팀
2008년 2월 3일 아이티와의 친선 경기에서 베네수엘라 A대표팀 소속으로 국제 A매치 데뷔전을 치렀고 3년 후 열린 2011년 코파 아메리카에 출전하여 베네수엘라 축구 역사상 첫 메이저 대회 4강 진출에 공헌했으나 칠레와의 8강전에서 레드카드를 받고 퇴장당하면서 우루과이와의 4강전에는 출전하지 못했다.
그리고 2014년 FIFA 월드컵 남미 지역 예선 9경기에 출전하며 베네수엘라 축구 역사상 월드컵 남미 지역 예선 역대 최고 성적에 기여했지만 여기에서도 월드컵 본선과는 거리가 멀었고 그 후 3번의 코파 아메리카(2015, 2016, 2019)에 출전하며 2016년과 2019년 대회 8강 진출의 성과를 거두었으며 2018년 11월 16일 일본과의 경기에서 A매치 데뷔골을 터뜨리며 팀의 1-1 무승부를 이끌었다.
그리고 2019년 10월 14일 트리니다드 토바고와의 친선 경기에서 자신의 통산 100번째 경기에 출전하며 FIFA 센추리클럽에 가입하는 영예를 안았고 2022년 FIFA 월드컵 남미 지역 예선에도 출전했지만 팀은 3승 1무 14패·10팀 중 최하위라는 최악의 부진을 겪으며 또 다시 본선 무대를 밟지 못했다.

## 같이 보기
- A매치 100경기 이상 출전한 축구 선수 명단